# روبرت شامبرلن
روبرت شامبرلن هو سياسي أمريكي، ولد في 7 يونيو 1920 في هيكلا في الولايات المتحدة، وتوفي في 10 سبتمبر 2013 في كيرنيرسفيل في الولايات المتحدة. انتخب عضو مجلس نواب داكوتا الجنوبية ‏.